# 河内春人
河内 春人（こうち はるひと、1970年 - ）は、日本史学者。関東学院大学教授。

## 略歴
東京都生まれ。小学生の頃、父親の本棚にあった歴史雑誌や『三国志』から歴史への関心を高め、『遣唐船物語 平将門』（中澤巠夫著）で日本と中国の歴史的な接点への興味を持ったことを研究の原点として挙げている。1993年明治大学文学部卒業。2000年同大学院博士後期課程中退。2015年「東アジア交流史のなかの遣唐使」で博士（史学）。大学兼任講師などを務め、2018年4月より関東学院大学経済学部准教授を務める。現在は同大学同学部教授。専門は日本古代史、東アジア国際交流史。
2018年、著書『倭の五王 王位継承と五世紀の東アジア』で第6回古代歴史文化賞を受賞。

## 著書
- 『東アジア交流史のなかの遣唐使』汲古書院 2013
- 『日本古代君主号の研究』八木書店、2015
- 『倭の五王 王位継承と五世紀の東アジア』中公新書、2018年
- 『ユーラシアのなかの「天平」 : 交易と戦争危機の時代』角川選書、2024年

## 論文
- 河内春人「東アジアにおける安史の乱の影響と新羅征討計画」『日本歴史』第561号、吉川弘文館、1995年、18-33頁、ISSN 03869164。
- 河内春人「詔勅･処分にみる新羅観と新羅征討政策」『駿台史學』第108巻、明治大学史学地理学会、1999年、(23)-(42)頁、hdl:10291/1523、ISSN 0562-5955。
- 河内春人「渤海と契丹・奚(史学会例会・シンポジウム「古代の日本と渤海」,史学会例会報告記事)」『史学雑誌』第110巻第11号、史学会、2001年、2017頁、doi:10.24471/shigaku.110.11_2017_2、ISSN 0018-2478。
- 河内春人「唐から見たエミシ : 中国史料の分析を通して」『史学雑誌』第113巻第1号、史学会、2004年、43-61頁、doi:10.24471/shigaku.113.1_43、ISSN 00182478。
- 河内春人「『新唐書』日本伝の成立」『東洋学報』第86巻第2号、東洋文庫、2004年、185-215頁、ISSN 0386-9067。
- 河内春人「入唐僧と海外情報」『専修大学社会知性開発研究センター東アジア世界史研究センター年報』第3巻、専修大学社会知性開発研究センター、2009年、17-34頁、doi:10.34360/00008570。
- 河内春人「西大寺出土イスラム陶器の流通」『明大アジア史論集』第18巻、明治大学東洋史談話会、2014年、432-446頁、hdl:10291/21631、ISSN 2188-8140。
- 河内春人「古代東アジアにおける政治的流動性と人流」『専修大学社会知性開発研究センター古代東ユーラシア研究センター年報』第3巻、専修大学社会知性開発研究センター、2017年、103-121頁、doi:10.34360/00008258。
- 河内春人『東アジア交流史のなかの遣唐使』 明治大学〈博士(史学) 乙第522号〉、2015年。hdl:10291/19670。 NAID 500001027477。
- 河内春人「10～12世紀の東アジアにおける日宋貿易」『経済系:関東学院大学経済経営学会研究論集』第282巻、関東学院大学経済経営学会、2021年、96-107頁、ISSN 0287-0924。

### 関連論文
- 渡邊誠「年紀制に関する補説 : 河内春人・中村翼両氏の批判に対する回答を中心に<論説>」『史人』第6巻、広島大学大学院教育学研究科下向井研究室、2015年、102-133頁、doi:10.15027/42867。